# Cleruchus tintoreti
Cleruchus tintoreti is een vliesvleugelig insect uit de familie Mymaridae. De wetenschappelijke naam is voor het eerst geldig gepubliceerd in 1922 door Girault.